# Litauische Eishockeynationalmannschaft der Frauen
Die litauische Eishockeynationalmannschaft der Frauen ist die nationale Eishockey-Auswahlmannschaft Litauens im Fraueneishockey.

## Geschichte
Die litauische Eishockeynationalmannschaft gab ihr Debüt, als sie im April 2015 erste Testspiele gegen die lettische Vereinsmannschaft HK Sāga bestritt. Ein weiteres Testspiel erfolgte im Oktober desselben Jahres. Im April 2016 folgten zwei weitere Freundschaftsspiele gegen das Juniorenteam des lettischen Klubs SHK Laima Riga. Danach ruhte der Spielbetrieb bis auf weiteres, ehe die Mannschaft für die Division III der Weltmeisterschaft 2020 meldete, die im Dezember 2019 ausgetragen wurde. Dort belegte die Mannschaft den fünften Platz. Anschließend folgte ab dem Jahr 2022 die Eingliederung in die Gruppe A der Division III, aus der die Litauerinnen im Frühjahr 2025 erstmals in die Division II aufstiegen.

## Platzierungen bei Weltmeisterschaften
- 2020 – 5. Platz, Division III
- 2021 – keine Austragung
- 2022 – 2. Platz, Division IIIA
- 2023 – 3. Platz, Division IIIA
- 2024 – 3. Platz, Division IIIA
- 2025 – 1. Platz, Division IIIA (Aufstieg in die Division IIB)